# Costus adolphi-friderici
Costus adolphi-friderici är en enhjärtbladig växtart som beskrevs av Ludwig Eduard Loesener. Costus adolphi-friderici ingår i släktet Costus och familjen Costaceae.
Artens utbredningsområde är Kongo-Kinshasa. Inga underarter finns listade.